# Бомбардовање Гернике
Бомбардовање Гернике је био ваздушни напад на баскијски град Гернику, ког су 26. априла 1937. извршили припадници Легије Кондор која је припадала немачким ваздухопловним снагама Луфтвафе током Шпанског грађанског рата. Бомбардовање је резултовало потпуним материјалним уништењем града и огромним бројем људских жртава у републиканском граду Герника. Иако није први пут примењена, ова тактика је запањила цео свет величином рушења цивилних циљева и бројем цивилних жртава.
Бомбардовање је извршила ваздухопловна јединица Кондор коју је формирала и упутила нацистичка Немачка да се бори на страни генерала Франка у Шпанском грађанском рату.
Бомбардовање је овековечено на познатој слици Пабла Пикаса, која је први пут изложена у Шпанском павиљону на Светској изложби 1937. године.

## Бомбардери који су учествовали у нападу
- Хајнкел 111
- Дорније Do 17
- Јункерс Ју 52
- Савоја-Маркети СМ.79